# Уранов, Владимир Иванович
Владимир Иванович Уранов (24 июня 1900, Тамбовская губерния — 19 сентября 1987, Новосибирск) — политработник Вооружённых сил СССР, генерал-лейтенант (02.11.1944).
Участвовал в боях Юго-Западного, Брянского, Закавказского, Южного, 4-го Украинского и Прибалтийского фронтов, в период Великой Отечественной войны.

## Биография
Родился в 1900 году в селе Чутановка, Кирсановского уезда. Окончил Чутановскую начальную школу, Единую трудовую школу 2-й ступени (до переименования, Кирсановское реальное училище).
С 1917 года — на политической работе. Член ВКП(б), с 1927 года. В 1917 — 1963 годах — работал в уездном Комиссариате народного здравия, Вячкинской начальной школе, служил, с 1920 года, в РККА (в другом источнике призван в июле 1919 года), участник Гражданской войны в России, на Южном и Туркестанском (с 1921 года) фронтах — воевал против Деникина, Мамонтова, Шкуро, в Бухарской группе войск в составе туркестанской дивизии, в Среднеазиатском военном округе, на политработе в 15-м стрелковом корпусе 5-й армии Киевского военного округа, начальник политотдела 39-й армии, начальник политотдела 40-й армии (8 сентября 1941 по 21 июня 1942), лично организовал оборону разрозненных частей 293-й стрелковой дивизии, в 1942 году, в боях под Конотопом УССР, член Военного совета 44-й армии (21 июня 1942 по 7 ноября 1943)

... В этот свой приезд в 44-ю армию я хорошо познакомился со многими ее руководящими работниками. Особую симпатию вызывал у меня член военного совета Владимир Иванович Уранов. Даже по внешнему виду в нем нетрудно было угадать доброго человека. Собеседника сразу же располагали к себе его черные выразительные глаза, приятный чистый голос. Говорил он обо всем спокойно, уверенно, со знанием дела. Вскоре я убедился, что он исключительно подвижен, неутомим в работе и, когда надо, суров, настойчив... Я имел возможность удостовериться, что за один день Уранов успевает побывать почти во всех дивизиях первого эшелона. Он ползал по траншеям, ходил на наблюдательные пункты командиров батальонов, беседовал с солдатами, заглядывал в тыловые подразделения. Положение дел в войсках Владимир Иванович знал превосходно. В любой момент мог ответить, какой полк нуждается в боеприпасах, где батальон - а то и рота - плохо обеспечены противотанковыми средствами, какое у людей настроение, каковы их нужды. И уж если пообещает кому помочь, из-под земли достанет все, что необходимо— Маршал Советского Союза С. С. Бирюзов, «Суровые годы. 1941—1945», — М., 1966 год.
Член Военного совета 51-й армии (13 ноября 1943 по 9 мая 1945), член Военного совета Туркестанского (июль 1945 — февраль 1949), Забайкальского (10.04.1950 — 08.07.1950), Приморского, Сибирского военных округов, работал в Новосибирском обкоме партии, а затем с 1959 года начальником 2-го отдела президиума Сибирского отделения Академии наук Союза ССР.
С 1958 года в запасе Вооружённых сил Союза ССР (в другом источнике, с 4 декабря 1957 года), уволен по болезни. Был член Центрального комитета (ЦК) коммунистических партий Узбекской и Таджикской ССР. Избирался депутатом Верховного Совета РСФСР 4-го созыва и Верховного Совета Узбекской ССР. Делегат XIX и XX съездов КПСС.
Умер 19 сентября 1987 года в Новосибирске. Похоронен на Заельцовском кладбище (квартал 4н).

## Воинские звания
- красноармеец
- политработник
- бригадный комиссар
- генерал-майор (06.12.1942[9])
- генерал-лейтенант (02.12.1944[9])

## Награды
За время службы и работы награждён, на 18 июля 1967 года — 9 орденами, 7 медалями и именным оружием, в том числе:
- орденом Красного Знамени Хорезмской НСР (за борьбу с басмачеством);
- четырьмя орденами Красного Знамени (осенью 1941, за участие в разгроме немецкую группировку в районе Штеповки; 27.03.1942; 01.04.1943; 15.11.1950);
- двумя орденами Отечественной войны I степени (02.10.1943; 06.04.1985);
- орденом Кутузова II степени (16.05.1944);
- орденом Ленина (22.02.1945);
- орденом Богдана Хмельницкого (29.06.1945);

- медалью «20 лет РККА» (1938).
- медалью «За оборону Кавказа» (22.11.1944) и другими[8].

### Именное (почётное) оружие
- Кавказская шашка, в серебряной оправе[3], Указом Президиума Верховного Совета ДАССР, 20 января 1943 года, за образцовое выполнение заданий командования РККА по формированию новых воинских соединений на территории Дагестанской АССР.

## Воспоминания
- Уранов В. И., «Строки моей биографии» — газета «Ленинец», орган Кирсановского горкома КПСС № 115 (5784), 18 июля 1967 года.
- Уранов В. И., «Победу несли на штыках и клинках» — газета «Ленинец», орган Кирсановского горкома КПСС № 152 (5821), 19 сентября 1967 года.

## Семья
- Жена, З. И. Уранова (урождённая Ковалёва, тоже уроженка села Чутановка);
- Трое детей, на 18 июля 1967 года: одна дочь работала врачом, другая — научным сотрудником, третья училась в институте.